# Cerreto Laziale
Cerreto Laziale là một đô thị ở tỉnh Roma, vùng Latium của Italia, nằm ở vị trí khoảng 40 km về phía đông của Roma. Vào thời điểm ngày 31 tháng 12 năm 2004, đô thị này có dân số 1.077 người và diện tích là 11,8 km².
Cerreto Laziale giáp các đô thị: Ciciliano, Gerano, Pisoniano, Rocca Canterano, Sambuci, Saracinesco.